# Нагая (деревня)
Нагая — деревня в Ульяновском районе Калужской области России. Входит в состав сельского поселения «Деревня Мелихово».

## История
В 1638 году в дозорной книге Козельского уезда с русской стороны Дубенской засеки в числе прочих населенных мест упомянута и деревня Нагая. Близость деревни к засечной черте дает право утверждать, что население предоставляло ополчение для защиты Козельской засечной черты.
В Списке населённых мест Калужской губернии за 1859 год Нагая значится как владельческое сельцо Козельского уезда при речке Песоченке, состоявшее из 29 дворов и 2 заводов.
После реформы 1861 года сельцо вместе с 18 другими селениями вошло в Бетовскую волость и получило статус деревни.

## Население
| 1859 | 1896 | 1913 | 2002 | 2010 |
| ---- | ---- | ---- | ---- | ---- |
| 306  | 505  | 727  | 20   | 4    |